# Víctor Rolando Arroyo Carmona
Víctor Rolando Arroyo Carmona là nhà địa lý, nhà báo, nhà bất đồng chính kiến người Cuba. Ông làm việc cho Thông tấn xã độc lập "Unión de Periodistas y Escritores Cubanos Independientes" và điều khiển một thư viện địa phương độc lập thuộc dự án Varela.
Ông đã bị chính quyền Cuba bắt trong vụ mùa Xuân đen năm 2003 và bị phạt 26 năm tù. Tháng 9 năm 2005 ông đã tuyệt thực dài ngày để phản đối, nhưng đến ngày tuyệt thực thứ 25 (4.10.2005) thì ông quá yếu sức và được chở từ nhà tù vào bệnh viện để điều trị.